# Media Forest
Media Forest ist ein in Israel gegründetes und auf die Musikindustrie spezialisiertes Dienstleistungsunternehmen.
Das Medien-Unternehmen verkauft Erhebungen von Statistiken für Sendungen von TV-Programmen, Radiostationen und Internetstreamer. Sie verkaufen ein Produkt, das mit den Sendungen synchronisiert, gleichzeitig Daten über jene Sendungen aufzeichnet (Echtzeiterhebung). Jeden Sonntag veröffentlicht Media Forest ein auf Wiedergaben von Musiksendungen (Air-Play) basierendes Chart-Ranking, Musikcharts in Israel, aus der jeweiligen Woche. Kunden sind TV-Sender, Radio-Stationen, sowie Künstler bzw. Musiker.
Seit der Gründung, 2005 in Netanja hat Media Forest Franchise-Niederlassungen in Frankreich, Argentinien, Moldau, Belgien, Bulgarien, Rumänien, Griechenland und der Schweiz eröffnet.